# Südwest (Braunschweig)
| Stadtbezirk Südwest Stadt Braunschweig        | Stadtbezirk Südwest Stadt Braunschweig |
| --------------------------------------------- | -------------------------------------- |
| Lage des Stadtbezirks Südwest in Braunschweig |                                        |
| Bezirksbürgermeister/in:                      | Meike Rupp-Naujok (SPD)                |
| Stadtbezirk:                                  | Nr. 222                                |
| Einwohner:                                    | 12.244 (31. Dez. 2020)                 |
| Fläche:                                       | 2.149,7 ha                             |
| Bevölkerungsdichte:                           |                                        |
| Postleitzahlen:                               | 38120, 38122                           |

Südwest ist ein neuer Stadtbezirk der Stadt Braunschweig ab Oktober 2021. Er entsteht durch Zusammenlegung der bisherigen Stadtbezirke Broitzem, Rüningen und Timmerlah-Geitelde-Stiddien, aufgrund der Verringerung der Anzahl an Stadtbezirken.
Er hat die amtliche Nummer 222. Der Bezirk hat 12.244 Einwohner.
Im neuen Stadtbezirk befinden sich die Stadtteile Broitzem, Geitelde, Rüningen, Stiddien und Timmerlah.

## Statistische Bezirke
Im Stadtbezirk befinden sich folgende statistische Bezirke:
- Broitzem (Nr. 56)
- Geitelde (Nr. 57)
- Stiddien (Nr. 58)
- Timmerlah (Nr. 59)
- Rüningen (Nr. 74)

## Politik
Bezirksbürgermeisterin
- Meike Rupp-Naujok (SPD)

(Der Stadtbezirk wurde 2021 neu eingerichtet, daher sind keine Ergebnisse von 2016 eingetragen)
| Partei     | Stimmen 2021 | Sitze 2021 | Stimmen 2016 | Sitze 2016 |
| ---------- | ------------ | ---------- | ------------ | ---------- |
| SPD        | 38,0 %       | 6          |              |            |
| CDU        | 34,6 %       | 5          |              |            |
| GRÜNE      | 12,8 %       | 2          |              |            |
| FDP        | 5,3 %        | 1          |              |            |
| BIBS       | 4,9 %        | 1          |              |            |
| Die Linke  | -            | -          |              |            |
| Piraten    | 1,8 %        | -          |              |            |
| Basis      | 1,5 %        | -          |              |            |
| Die PARTEI | -            | -          |              |            |
| AfD        | -            | -          |              |            |
| BIG        | 1,1 %        | -          |              |            |
| Gesamt     | 100 %        | 15         |              |            |